# إرشاد الأذهان (كتاب)
إرشاد الأذهان إلى أحكام الايمان يحتوي على جزئين، وهو كتاب فقهي يحوي على فصول وأبواب احتوى الكتاب على أحكام الفقه الإسلامي من الطهارة إلى الديات ويعد الكتاب من فقه الشيعة من القرن الثامن الهجري، وهو من تأليف ابن المطهر الحلي.